# 서교일
서교일(1959년 ~  )은  순천향대학교 총장이다. 서석조 (1921년)박사의 3녀 1남 중 막내아들이다.
- 1959년 서울 출생
- 1984년 서울대 의과대 졸업 , 의학 석사(1988년), 의학 박사(1994년)
- 1984~1988년 서울대병원 내과 전공의
- 1991~1993년 미국 남가주주립대 내분비내과 전임의
- 1993년 순천향대학교 중앙의료원 기획조정실장
- 1994년 순천향대 의과대 교수
- 1997년 순천향대학교 부총장 겸 중앙의료원장
- 2001~2009년 순천향대 제4대, 5대 총장
- 2009~2013년 학교법인 동은학원 이사장
- 2013~2020년 순천향대학교 제7대, 8대 총장

## [주요 활동 및 상훈]
- 한국대학교육협의회 이사, 한국사립대학총장협의회 수석부회장
- 충청남도 지속발전위 공동위원장, 청렴사회 민관협의회 위원
- 과학기술훈장 웅비장(2003), 캄보디아 국가재건훈장(2005)
- 청조근정훈장(2009), 캄보디아 정부 훈장(2017), 공자아카데미 선진개인상(2018)